# Christian (zanger)
Christian (Palermo, 8 september 1947) is een Italiaanse zanger, die voornamelijk bekendheid genoot in de jaren tachtig..

## Biografie
Christian begon zijn carrière als voetballer en speelde bij Palermo en Mantova, maar moest vroegtijdig zijn carrière beëindigen door hartritmestoornissen. In de jaren zeventig begon hij dan aan zijn zangcarrière te timmeren. In 1980 had hij met Daniela zijn eerste hit. Hij nam in totaal zes keer deel aan het San Remo Festival. Zijn beste plaats was de derde stek in 1984 met Cara. 
In 1986 trouwde hij met zangeres Dora Moroni, met wie hij een zoon, Alfredo, kreeg. In 1997 gingen ze uit elkaar. 

## Deelnames San Remo
| Jaar | Lied                         | Plaats   |
| ---- | ---------------------------- | -------- |
| 1982 | Un'altra vita un altro amore | 5º       |
| 1983 | Abbracciami amore mio        | 17º      |
| 1984 | Cara                         | 3º       |
| 1985 | Notte serena                 | 5º       |
| 1987 | Aria e musica                | 10º      |
| 1990 | Amore                        | Finalist |

## Discografie
Album
- 1977 - Piccola incosciente
- 1982 - Un'altra vita un altro amore
- 1983 - Christian
- 1984 - Cara
- 1985 - Sere
- 1986 - Insieme
- 1987 - Quando l'amore...
- 1988 - Guardando il cielo
- 1990 - Se non è amore...deve essere amore
- 1990 - Canzoni di Natale
- 1991 - L'amore è una cosa meravigliosa
- 1992 - Un cielo in più ed altri successi
- 1993 - Christian 1993
- 1995 - Parlami
- 1996 - Angeli senza paradiso
- 2000 - Cuore in viaggio
- 2004 - Finalmente l'alba
- 2007 - Per amore
- 2011 - Cara mamma
- 2015 - Christian The Best of

Singles
- 1967: Ti voglio tanto bene - Hai ragione tu
- 1967: L'amore di una sola estate - Tutto finirà
- 1968: Ora sei con me - C'è tanto mare
- 1968: Tutte meno te - Una così così
- 1969: Oro e argento - Tra di noi
- 1970: Amore vero amore amaro - Sayonara
- 1971: Firmamento - Amo
- 1972: Come mai - Dai vieni con noi
- 1974: Giochi d'amore - Sole nero
- 1975: Sto con lei - Dormici sopra (Spark, SR 828)
- 1976: Dolce donna - Non so dir ti voglio bene
- 1976: Piccola Incosciente - Ma ci pensi tu
- 1977: Che sventola - Non dimenticar (Spark, SR 853)
- 1978: Parlami di lei - Colpo d'amore
- 1979: Santa Caterina - Vangelo
- 1980: Adesso amiamoci - Scusa
- 1980: Daniela - Non voglio perderti
- 1982: Un'altra vita un altro amore - Com'eri bella tu
- 1983: Abbracciami amore mio - Volare via
- 1983: Nostalgia - Solo tu
- 1984: Cara - Un giorno in più
- 1984: Se te ne vai - Solo tu
- 1985: Notte serena - Fra poco il sole è là
- 1985: Insieme - Calypso melody
- 1987: Aria e musica - Noi non cambieremo mai
- 1987: Quando l'amore se ne va
- 1988: Rimini - Rimini (versione strumentale)
- 1989: Bikini - E vola via l'età
- 1990: Amore - Una speranza
- 2016: Siamo solo uomini